# Saint-Flour, Cantal
Saint-Flour este un oraș în Franța, sub-prefectură a departamentului Cantal în regiunea Auvergne. 
Saint-Flour este o comună în departamentul Cantal, Franța. În 2009 avea o populație de 6689 de locuitori.